# Kartularz supetarski

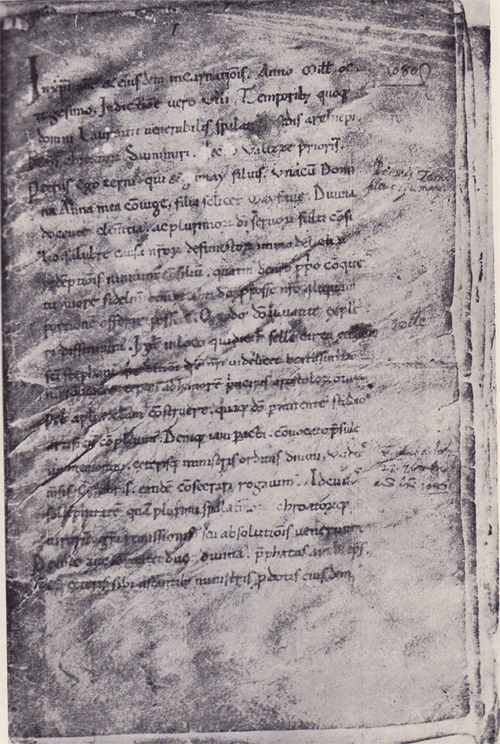
Karta z manuskryptu

Kartularz supetarski – liczący 30 pergaminowych kart kodeks przechowywany w archiwum kapitulnym przy katedrze w Splicie.
Na supetarski kartularz składają się sporządzone pomiędzy między XII a XIV wiekiem odpisy i regesty w sumie 106 dokumentów z lat 1080-1187, dotyczących dóbr dawnego benedyktyńskiego klasztoru św. Piotra w Splicie. Poszczególne fragmenty manuskryptu pisane są minuskułą karolińską, benewentaną oraz pismem gotyckim. Kodeks ma znaczenie w badaniach paleograficznych i onomastycznych dla obszaru średniowiecznej Dalmacji.